# Silvija Manrikez
Silvija Manrikez (šp. Silvia Manríquez) je meksička glumica rođena u saveznoj državi Durango, Meksiko.
Njezina je želja još u detinjstvu bila da postane glumica. Samo ju je majka podržavala.
Silvija je razvedena i ima dvoje dece - Hareni i Ljiv.
Glumila je u mnogim telenovelama. Glumila je Rosaliju u seriji Između ljubavi i mržnje, Amparo u Uprkos svemu, Lus Mariju u Pravu na ljubav...

## Spoljašnje veze
- Silvija Manrikez na sajtu  (jezik: engleski)
- Silvia Manríquez website
- Silvia Manriquez